# I Wish You All the Best
I Wish You All the Best es una película dramática estadounidense de 2024 sobre la mayoría de edad dirigida, escrita y producida por Tommy Dorfman, en su debut como directora. La película sigue a Ben DeBacker, une adolescente que después de ser expulsade de casa por sus padres, se embarca en un viaje de autodescubrimiento.
La película tuvo su estreno mundial en South by Southwest el 8 de marzo de 2024 y se estrenará en Estados Unidos el 7 de noviembre de 2025, por Lionsgate.

## Elenco
- Corey Fogelmanis como Ben DeBacker, une adolescente no binarie
- Miles Gutierrez-Riley como Nathan, un estudiante divertido y carismático.
- Alexandra Daddario como Hannah DeBacker, la hermana mayor de Ben
- Cole Sprouse como Thomas, el marido de Hannah.
- Lena Dunham
- Amy Landecker como Brenda DeBacker
- Lexi Underwood como Meleika
- Lisa Yamada como Sophie
- Judson Mills
- Brian Michael Smith

## Producción

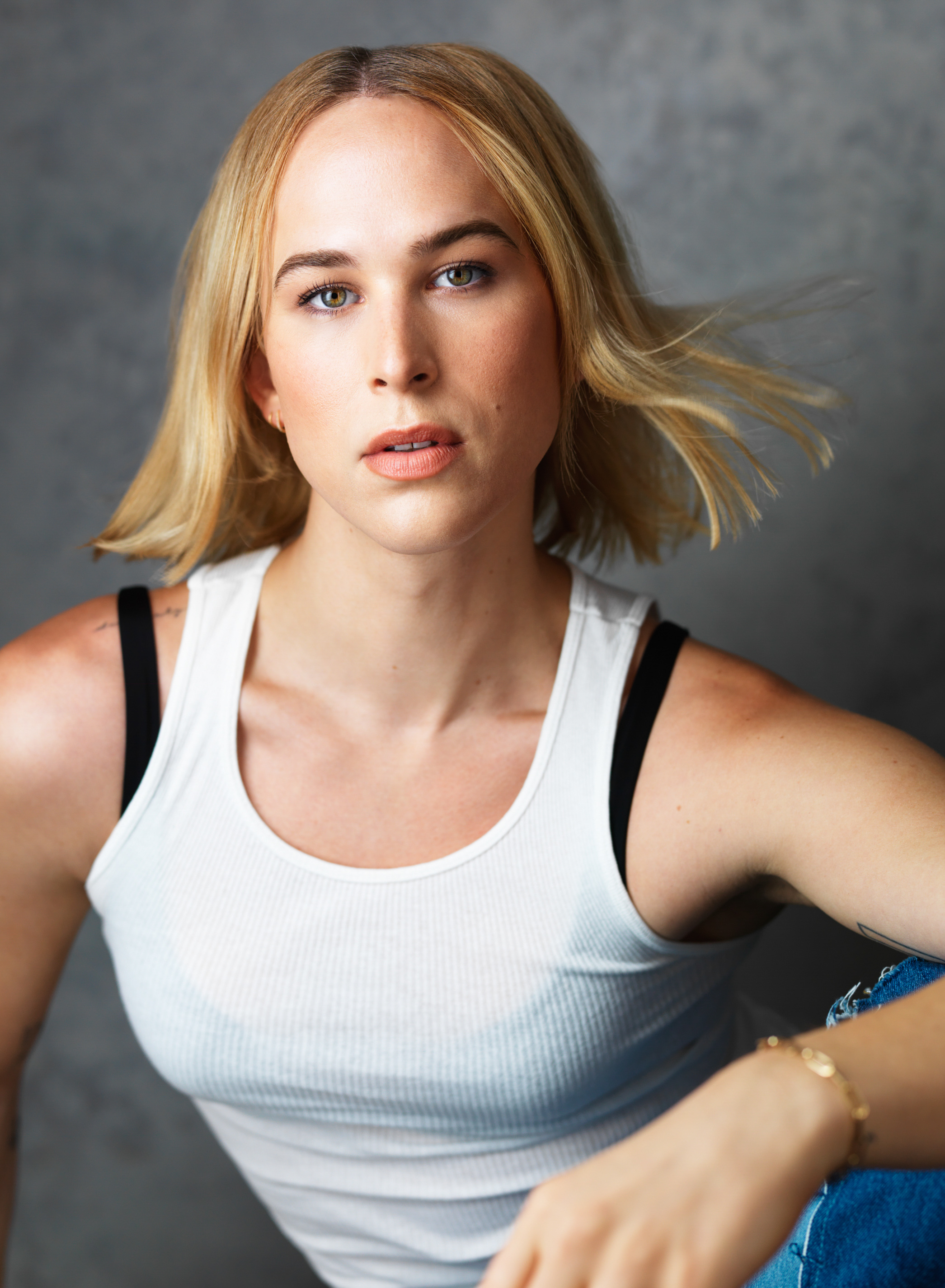
I Wish You All The Best es el debut como directora de Tommy Dorfman.

En 2021, Tommy Dorfman reveló en Time que escribiría, dirigiría y produciría una adaptación cinematográfica de I Wish You All the Best. El 30 de agosto de 2022, Dorfman anunció que estaba buscando un actor para interpretar a le protagonista de la película, Ben DeBacker. El 14 de octubre, Alexandra Daddario iba a protagonizar el papel de Hannah. El 4 de noviembre, se anunció que sería Corey Fogelmanis quien iba a protagonizar la película, junto con Amy Landecker, Judson Mills, Lexi Underwood y Lisa Yamada.

## Música
El 10 de enero de 2024 se anunció que Brad Oberhofer compondría la banda sonora de la película.

## Lanzamiento
I Wish You All the Best tuvo su estreno mundial en South by Southwest el 8 de marzo de 2024. La película se estrenará en Estados Unidos el 7 de noviembre de 2025 por parte de Lionsgate.

## Recepción
En el sitio web agregador de reseñas Rotten Tomatoes, el 100% de las reseñas de 7 críticos son positivas.